# Ototoksičnost
Ototoksičnost je toksičnost za uvo (oto-), specifično cochlea ili slušni živac i ponekad vestibularni sistem, na primer, kao nuspojava leka. Efekti ototoksičnosti mogu da budu reverzibilni i privremeni, ili ireverzibili i permanentni. Ototoksičnost je poznata kao zdravstveno stanje od 19. veka.
Postoji mnoštvo dobro poznatih ototoksičnih lekova koji se primenjuju u kliničkim situacijama, i oni se propisuju, uprkos postojanja rizika od slušnih poremećaja, za veoma ozviljna zdravstvena stanja. Ototoksični lekovi obuhvataju antibiotike kao što je gentamicin, diuretike Henleove petlje kao što je furosemid i hemoterapijske agense bazirane na platini kao što je cisplatin. Brojni nesteroidal anti-inflamatorni lekovi (NSAIDS) su isto tako ototoksični. Njihova primena može da dovede do sensorno neuronskog gubitka sluha, poremećaja balansa, ili oba. Neke hemikalije iz životnog i poslovnog okruženja isto tako mogu da utiču na slušni sistem i da formiraju interakcije sa bukom.

## Spoljašnje veze
- Ototoxic Medications
- Articles on Ototoxic Drugs by Neil Bauman, Ph.D.

|  | Molimo Vas, obratite pažnju na važno upozorenje u vezi sa temama iz oblasti medicine (zdravlja). |